# Partido de Bahía Blanca
Partido de Bahía Blanca är en kommun i Argentina.   Den ligger i provinsen Buenos Aires, i den centrala delen av landet, 600 km sydväst om huvudstaden Buenos Aires. Antalet invånare är 284 776.
Runt Partido de Bahía Blanca är det i huvudsak tätbebyggt. Runt Partido de Bahía Blanca är det ganska tätbefolkat, med 129 invånare per kvadratkilometer.